# Прадо, Эдгар
Эдгар Прадо (англ. Edgar Prado; 9 апреля 1986, Лима, Перу) — жокей.
Эдгар Прадо начал ездить на лошадях в своём родном городе в Перу, где и состоялась его первая победа в соревнованиях, в октябре 1983 года.
Его большой прорыв состоялся в 1997 году, когда он выиграл 536 скачек, что сделало его четвёртым всадником в истории, выигравшим 500 забегов за один год. Значительная часть этого успеха была достигнута в штате Мэриленд.
Эдгар Прадо получил широкую известность как жокей жеребца по кличке Барбаро. 6 мая 2006 года Прадо ехал на коне Barbaro (Барбаро) на 132-м Кентукки Дерби, которое он выиграл с отрывом в 6 корпусов. Это был ещё один шаг на пути к тройной короне, но истории не суждено было сбыться. Через 3 недели, в скачке Прикнесс стейкс жеребец шёл лобовым фаворитом. Через сто метров после старта скачки жеребец стал резко терять скорость и валиться вправо, это было следствием перелома задней правой ноги. В тот день эту скачку выиграл тёмно-гнедой Бернардини, который в последующем стал успешным производителем. После трагедии владельцы жеребца приняли решение не усыплять его, и боролись за его жизнь, но из-за того, что вес лошади перешёл на левую заднюю ногу, у жеребца начались осложнения и с ней. Барбаро был усыплён ветеринарами 29 января 2007 года.
4 августа 2008 года он был введён в Национальный музей славы конного спорта и рассматривался как один из лучших наездников Америки.
В 2008 году, на Гольфстрим Парк, была зафиксирована его 6000-я победа, что сделало его одним из 16 жокеев, которым это удалось за всю историю скачек.

## Семья
Жена Эдгара — Лилиана, дети: Патриция, Эдгар-младший, Льюис.
Его отец — тренер в Перу, брат, Джордж, жокей и тренер в Мэриленде, и другой брат, Анибал, ездит на лошадях в парке Филадельфии.